# Vandopsis gigantea
Vandopsis gigantea är en orkidéart som först beskrevs av John Lindley, och fick sitt nu gällande namn av Ernst Hugo Heinrich Pfitzer. Vandopsis gigantea ingår i släktet Vandopsis och familjen orkidéer. Inga underarter finns listade i Catalogue of Life.

## Bildgalleri

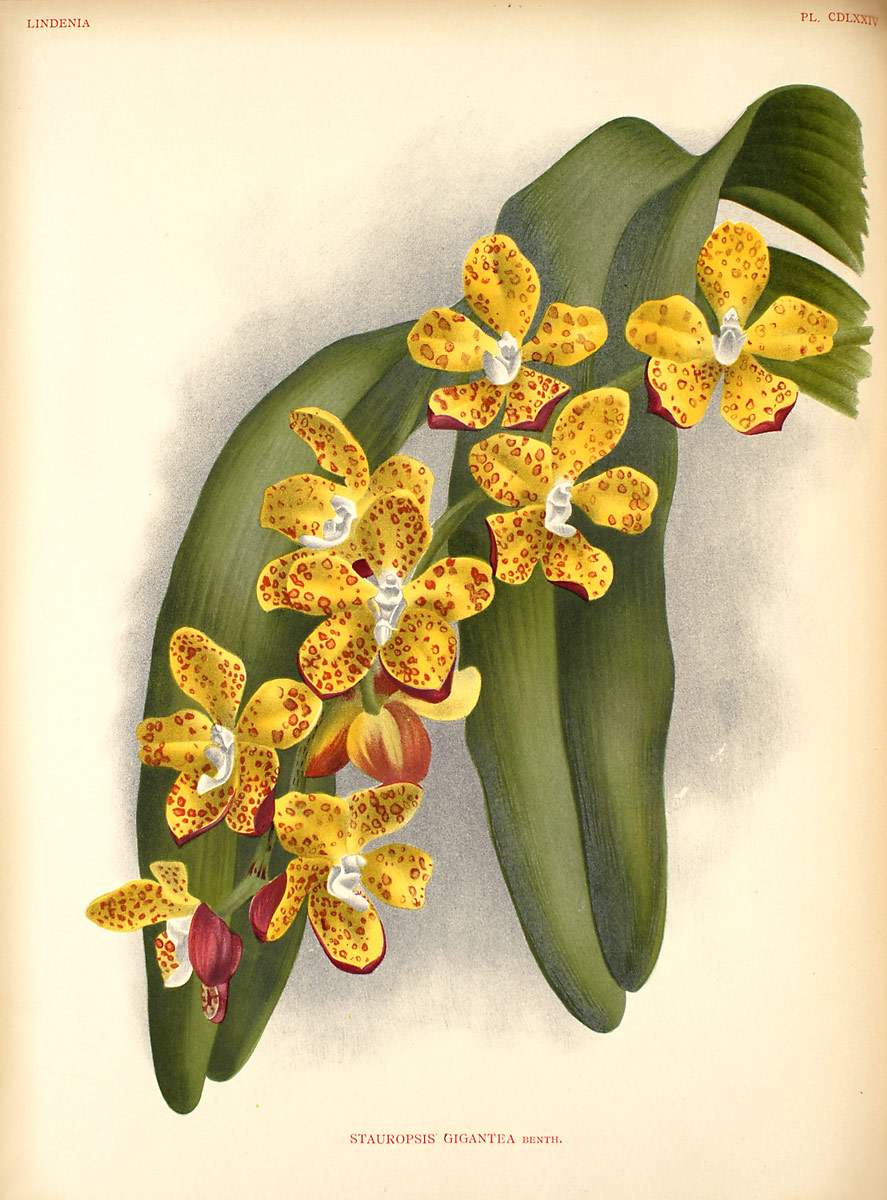